# Cabo Conscripto Cerisola
Das Cabo Conscripto Cerisola ist eine Spitze am Rand des Filchner-Ronne-Schelfeises in Westantarktika. Sie liegt unmittelbar nordöstlich der aufgegebenen Ellsworth-Station in der Gould Bay.
Argentinische Wissenschaftler benannten sie nach dem Soldaten Augusto Cerisola, der im Zuge der Ereignisse um die Bombardierung der Plaza de Mayo im Jahr 1955 getötet wurde.